# Eparchia dell'Europa centrale e occidentale
L'eparchia dell'Europa centrale e occidentale (in bulgaro: Българска източноправославна епархия в Западна и Средна Европа) è un'eparchia della chiesa ortodossa bulgara con sede nelle città di Budapest e di Berlino presso la Cattedrale di San Boris Battista. L'eparchia conta un monastero e 24 chiese ed è divisa in sei vicariati: Budapest, Berlino, Stoccolma, Londra, Barcellona e Roma.

## Cronotassi dei metropoliti
- Simeone, (17 aprile 1986 - 11 giugno 2013, ritirato)
- Antonio, dal 27 ottobre 2013